# Römisch-katholische Kirche in Vietnam
Die römisch-katholische Kirche in Vietnam ist Teil der weltweiten römisch-katholischen Kirche unter der spirituellen Führung des Papstes in Rom. Mit knapp 8 % ist Vietnam das Land mit dem viertgrößten Bevölkerungsanteil an Katholiken in Asien.
Die Ursprünge der katholischen Kirche in Vietnam liegen im 16. Jahrhundert, als europäische Missionare erstmals in das Land kamen. Nach Angaben der vietnamesischen Bischofskonferenz gab es Anfang 2018 ca. sieben Millionen Katholiken, 4000 Priester, 4500 Gemeinden sowie 22.000 Mönche und Nonnen, die in über 240 Orden organisiert sind. Die katholische Kirche in Vietnam gliedert sich in 27 Diözesen, darunter drei Erzdiözesen.

## Geschichte
Der christliche Glaube kam erstmals im 16. Jahrhundert mit französischen, spanischen und portugiesischen Missionaren ins Land, vor allem durch Franziskaner, Dominikaner und Augustiner. Jesuiten gründeten ab 1615 die ersten katholischen Gemeinden. 1658 ernannte Papst Alexander VII. die beiden Gründer der Société des Missions Etrangères zu Apostolischen Vikaren: François Pallu für Tonkin im Norden des heutigen Vietnam und Pierre Lambert de la Motte für Cochinchina im Süden. 1712 und 1720 verbot das Haus Trịnh, das Tonkin beherrschte, das Christentum; 1750 folgte ein entsprechender Erlass des Hauses Nguyễn, das Cochinchina beherrschte. Dennoch gab es 1760 bereits etwa 120.000 Christen sowie 25 einheimische Priester in Tonkin und etwa 90.000 Christen in Cochinchina. Kaiser Tự Đức, der von 1847 bis 1883 herrschte, verbot 1848 erneut das Christentum und ließ französische und spanische Missionare hinrichten. Das nahm Frankreich zum Vorwand, um militärisch einzugreifen. Im Vertrag von Saigon musste das Kaiserreich Vietnam 1862 dem Kaiserreich Frankreich die Einrichtung einer Kolonie in Cochinchina zugestehen.
In der Zeit der französischen Kolonialherrschaft ließen sich mehr und mehr Vietnamesen taufen. Sie endete im Indochinakrieg, nachdem die französische Armee im Juni 1954 in der Schlacht um Điện Biên Phủ gegen die Việt-Minh-Truppen eine entscheidende Niederlage erlitten hatte. Auf der Indochinakonferenz in Genf wurde am 21. Juli 1954 die Teilung Vietnams entlang des 17. Breitengrades in Nordvietnam (Hauptstadt Hanoi) und Südvietnam (Hauptstadt Saigon) beschlossen. Im Oktober desselben Jahres evakuierten die Franzosen Hanoi. Das Genfer Abkommen vom 21. Juli 1954 gewährte den Vietnamesen die Möglichkeit zu wählen, in welchem Landesteil sie leben wollten. Daraufhin zogen 800.000 Nordvietnamesen, die nicht unter kommunistischen Herrschaft leben wollten, in den Süden, darunter 600.000 Katholiken. 400.000 Katholiken und 375 einheimische Priester blieben im Norden. Ungeachtet der Verfassung, die die Religionsfreiheit vorsah, erfuhren sie wachsenden Druck seitens des Staates und zahlreiche Einschränkungen und Verbotes des kirchlichen Lebens. Religionen und deren Institutionen werden seitens der Kommunistischen Partei Vietnams als „reaktionär“ angesehen und entsprechend behandelt. Im Vietnamkrieg eroberte Nordvietnam Südvietnam. Die Christenverfolgung in Nordvietnam wurde auf den Süden ausgeweitet. Hunderttausende Boatpeople flüchteten vor der kommunistischen Herrschaft. 1983 waren mindestens 150 katholische Priester zu Gefängnisstrafen verurteilt worden oder in Straflager deportiert worden. Im selben Jahr versuchte die Regierung, nach dem Vorbild der Katholisch-Patriotischen Vereinigung in China die katholische Kirche durch die Gründung eines Einheitskomitees der patriotischen Christen Vietnams zu spalten, mit geringem Erfolg. Die Zahl der Katholiken wuchs weiter. 2008 gab es in Vietnam gab es etwa sechs Millionen Katholiken.
Der erste vietnamesische Bischof war Jean-Baptiste Nguyễn Bá Tòng, der 1933 zum Titularbischof geweiht wurde. Zwei Jahre später wurde er mit der Leitung des Apostolischen Vikariats Phát Diêm betraut. Erzbischof Nguyên Văn Thuân (ab 2001 Kardinal), wurde ohne Anklage und Urteil von 1975 bis 1988 in einem Umerziehungslager gefangen gehalten, davon neun Jahre in Einzelhaft. In seinem Seligsprechungsprozess erkannte Papst Franziskus ihm am 4. Mai 2017 den heroischen Tugendgrad zu. Paul Joseph Kardinal Phạm Đình Tụng stand als Bischof von Bắc Ninh von 1963 bis 1990 unter Hausarrest; von 1994 bis zu seinem Tod 2009 war er Erzbischof von Hanoi.
Im März 2007 wurde Thaddeus Nguyễn Văn Lý (* 1946), ein römisch-katholischer Priester und Dissident, durch ein Gericht in Huế zu acht Jahren Gefängnis verurteilt. Nguyen, der 14 der 24 vorherigen Jahre im Gefängnis verbracht hatte, wurde vorgeworfen, einer der Gründer der Demokratiebewegung Bloc 8406 und Mitglied der Fortschrittspartei Vietnams zu sein.
Unter der kommunistischen Herrschaft wurde die vietnamesische Bischofskonferenz verboten. Ab 1980 wurde den Bischöfen wieder ein jährliches Treffen zugestanden.
Der Heilige Stuhl war von 1925 bis 1975 in Vietnam vertreten. Bis 1964 war der Apostolische Delegat in Indochina Vertreter des Heiligen Stuhls, anschließend ein eigener Apostolischer Nuntius. Seit dem Amtsende des Apostolischen Nuntius Henri Lemaître am 19. Dezember 1975 gibt es in Vietnam keinen offiziellen Vertreter des Heiligen Stuhls. Doch reisten in den 1990er Jahren Delegationen des Vatikans nach Vietnam, um Regierungsbehörden zu treffen und Diözesen zu besuchen. 2011 wurde der Apostolische Nuntius in Singapur, Erzbischof Leopoldo Girelli, zusätzlich zum nichtresidierenden Vertreter des Heiligen Stuhls in Vietnam ernannt. Ihm folgte 2018 Erzbischof Marek Zalewski, der im Dezember 2023 zum residierenden Vertreter ernannt wurde.

Karte der Diözesen und Kirchenprovinzen

## Bistümer
- Erzbistum Hanoi
  - Bistum Bắc Ninh
  - Bistum Bùi Chu
  - Bistum Hải Phòng
  - Bistum Hà Tĩnh
  - Bistum Hưng Hóa
  - Bistum Lạng Sơn und Cao Bằng
  - Bistum Phát Diệm
  - Bistum Thái Bình
  - Bistum Thanh Hóa
  - Bistum Vinh
- Erzbistum Huế
  - Bistum Ban Mê Thuột
  - Bistum Đà Nẵng
  - Bistum Kontum
  - Bistum Nha Trang
  - Bistum Qui Nhơn
- Erzbistum Ho-Chi-Minh-Stadt
  - Bistum Bà Rịa
  - Bistum Cần Thơ
  - Bistum Đà Lạt
  - Bistum Long Xuyên
  - Bistum Mỹ Tho
  - Bistum Phan Thiết
  - Bistum Phú Cường
  - Bistum Vĩnh Long
  - Bistum Xuân Lộc